# Be Right There
"Be Right There" es una canción grabada por los productores Diplo y Sleepy Tom, con la voz no acreditada de Priscilla Renea. Incorpora la letra de la canción de 1992 "Don't Walk Away" de Jade. 
La canción también apareció en la película de acción y aventuras chino-francesa The Warriors Gate y en la banda sonora del videojuego Forza Horizon 3 de 2016.

## Video musical
El video musical que acompaña a la canción se estrenó el 15 de diciembre de 2015 en la cuenta de YouTube de Mad Decent.

## Posicionamiento en listas

### Listas semanales
| Listas (2015–2016)                        | Mejor posición |
| ----------------------------------------- | -------------- |
| Alemania (Offizielle Deutsche Charts)     | 69             |
| Australia (ARIA)                          | 34             |
| Bélgica (Flandes) (Ultratop 50)           | 19             |
| Bélgica (Valonia) (Ultratop 50)           | 48             |
| Escocia (Scottish Singles Sales Chart)    | 7              |
| Eslovaquia (Rádio Top 100)                | 32             |
| Estados Unidos (Dance Club Songs)         | 30             |
| Estados Unidos (Pop Songs)                | 34             |
| Estados Unidos (Rithmic)                  | 35             |
| Francia (SNEP)                            | 123            |
| Irlanda (IRMA)                            | 31             |
| Nueva Zelanda (Recorded Music NZ)         | 19             |
| Países Bajos (Mega Single Top 100)        | 83             |
| Reino Unido (UK Singles Chart)            | 8              |
| Reino Unido (UK Dance Chart)              | 2              |
| República Checa (Singles Digitál Top 100) | 55             |
| Suecia (Sverigetopplistan)                | 91             |

### Listas anuales
| Listas (2015)                                         | Posición |
| ----------------------------------------------------- | -------- |
| Estados Unidos (Hot Dance/Electronic Songs Billboard) | 76       |
| Listas (2016)                                         | Posición |
| Estados Unidos (Hot Dance/Electronic Songs Billboard) | 32       |